# Szent György-templom (Palást)
A palásti templom védőszentje Szent György.

## Történelmi adatok
1281-től datálható Palást templomának léte, a XIII. századi pápai tizedjegyzék szerint pedig jól jövedelmező plébániája volt a falunak.
Az ősi templomot az 1552-es gyászos kimenetelű palásti csata után a törökök felgyújtották s részben lerombolták.
Palásthy Pál egy 1688-as "visitationalis okmányra" hivatkozva írja, hogy "A templom épülete első szemléletre kétszeres építésınek mutatja magát: a sekrestye és a szentély régi román stílusban felépítve, a templom hajójától egészen elüt." A templomhajót már gót stílusúra építették. (Palásthy P., 1890. XXVIII.)
Palásthy Pál esztergomi püspök 1898-ban új templomot építtetett, felszentelve július 3-án volt. A plébánosa akkor Varjú Sándor volt.

## Cikk a szentelésről
"Templomszentelés Paláston. Palásthy Pál fölszentelt sareptai püspök  e hónap 3-án,  vasárnap, ünnepelte papságának ötvenedik évfordulóját és ez alkalommal felszentelte az általa épittetett románstilü palásti templomot. A felszentelésen nagy közönség volt jelen. A templom alapkövét tavaly tették le és épitése — mely ötvenezer forintba került — a  napokban fejezödött be. Palásthy Pál  püspök különben nyolczezer forintért iskolát is épittetett és nagyobb alapitványt tett a plebános és  az ottani segédtanitó fizetésének javitására is.."
Országos Hírlap 1898 júl. 5.

## Források

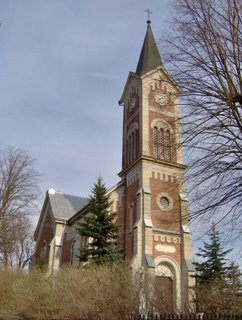
A templom elölnézetből
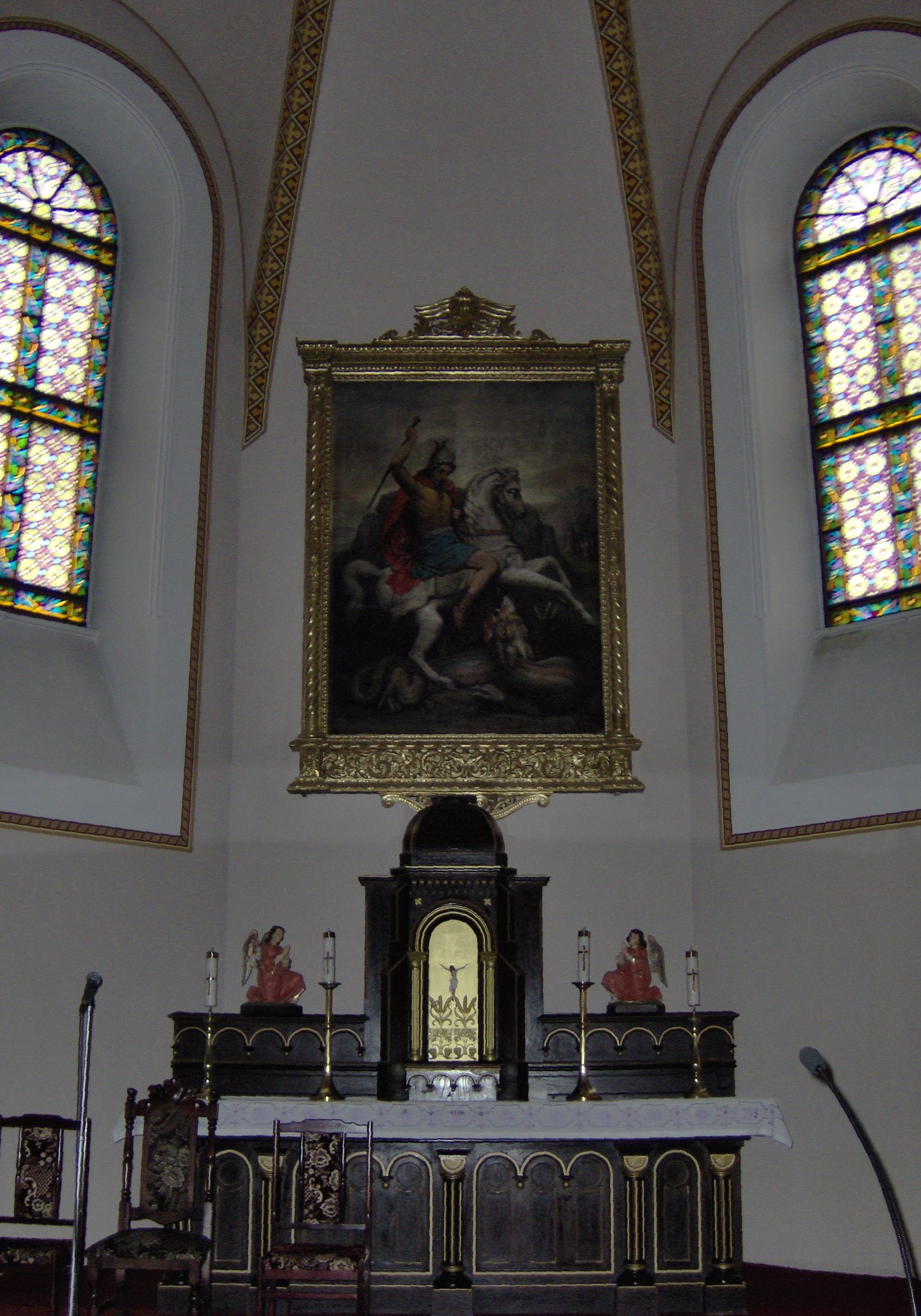
Oltárkép
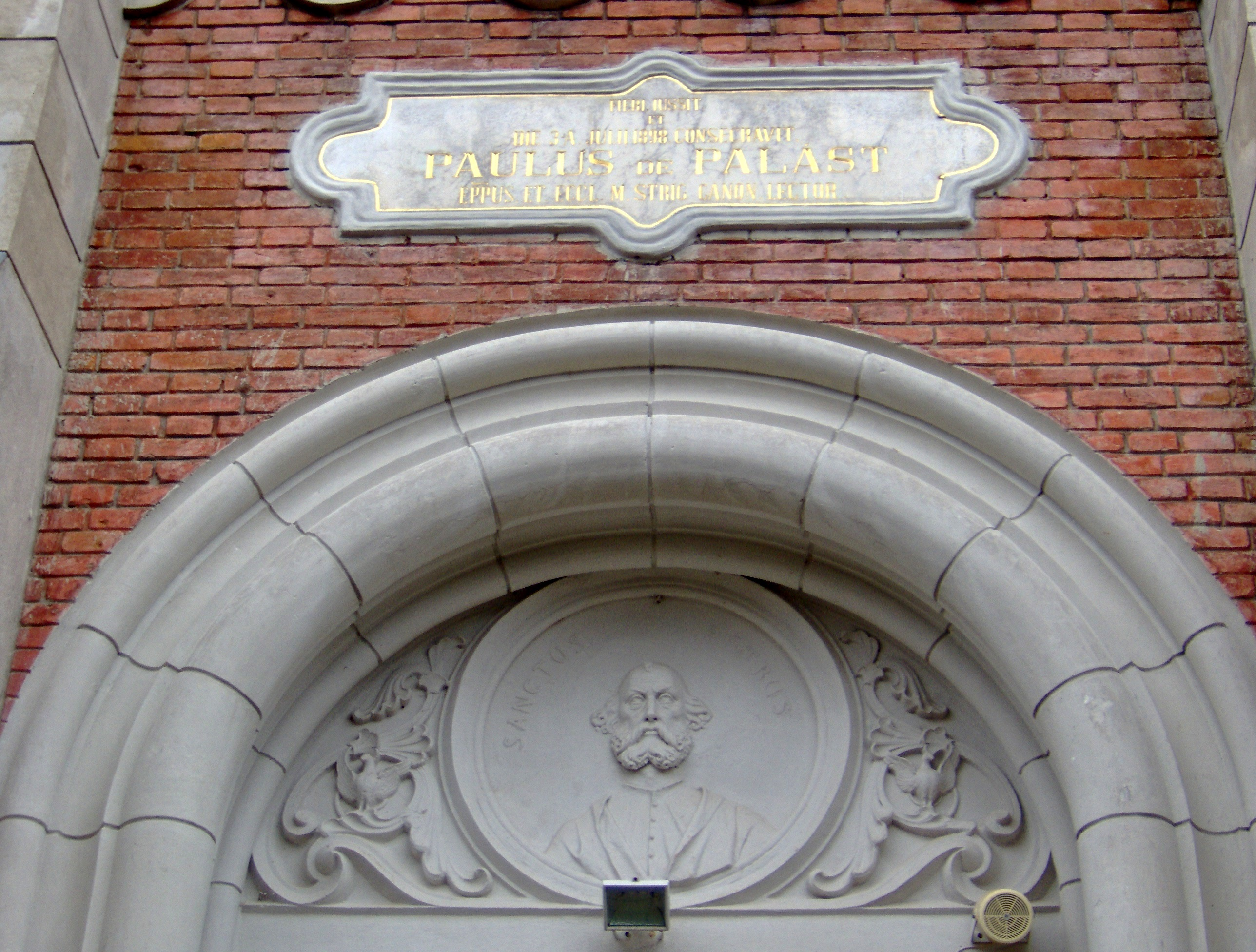
Szent Péter domborműve a főbejárat felett
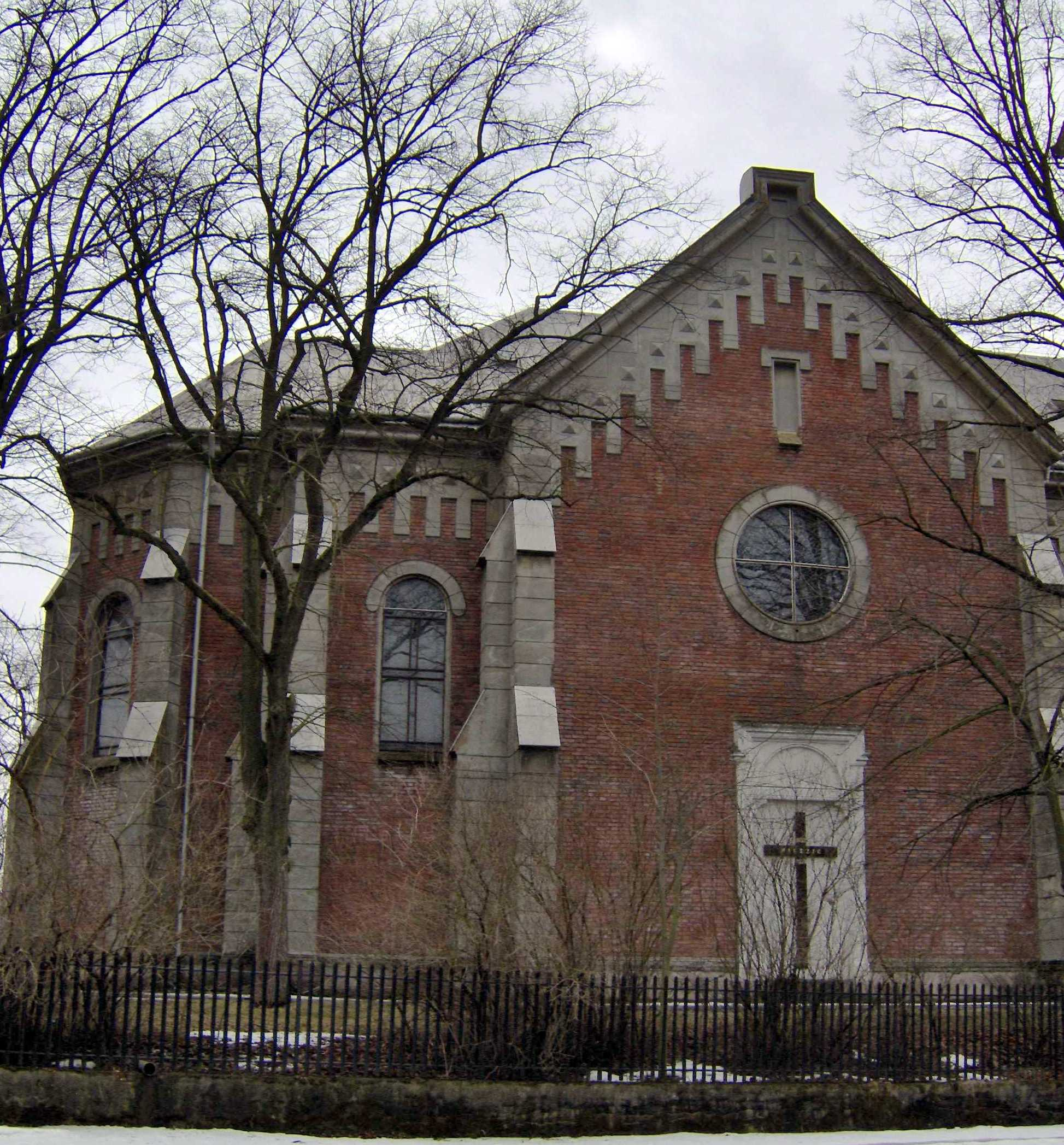
A templom északról az apszissal